# Monobia angulosa
Monobia angulosa är en stekelart som beskrevs av Henri Saussure 1852. Monobia angulosa ingår i släktet Monobia och familjen Eumenidae. Inga underarter finns listade i Catalogue of Life.